# Panik J
Panik J, né Jarold Beaubrun Diant le 14 septembre 1992 en Martinique, est un chanteur de dancehall antillais.

## Biographie
Panik J débute son parcours musical au début des années 2010 lorsqu'il a commencé à faire de la musique avec ses amis en cour de récré. Avec son frère Lucky Sound, il a monté son propre home studio, donnant les prémices d'une carrière prometteuse.
En 2011, il se fera remarquer sur la scène underground avec le morceau Love d'elle sur une instru de Colonel Reyel. Par la suite, Panik J a enchaîné les morceaux et collaborations avec des titres festifs tels que Nou Anlè Sa et Physikal Gyal ou bien des morceaux souvent engagés comme Sécurité routière qui sensibilise contre les accidents de la route. 
En 2014, il sort son premier album 2 Faces produit par Chabine Prod. Ce projet a permis à Panik J de se faire une place dans le milieu de la musique.
En 2023, il revient avec un EP Paradise et un clip Mama Désolé en feat avec Select SLK. Ce projet contient des sonorités caribéennes variées, allant du dancehall shatta à des morceaux chill et acoustiques.

## Discographie

### Mixtapes
- 2011 - Promo Couleur 2011
- 2016 - Pursang
- 2018 - 18 Carats